# Nižná Voľa
Nižná Voľa é um município da Eslováquia, situado no distrito de Bardejov, na região de Prešov. Tem 7,17 km² de área e sua população em 2018 foi estimada em 284 habitantes.

## Demografia
| Ano:        | 1994 | 2004    | 2014   | 2024   |
| ----------- | ---- | ------- | ------ | ------ |
| Broj ljudi: | 270  | 298     | 288    | 269    |
| Razlika:    |      | +10,37% | -3,35% | -6,59% |

| Ano:               | 2023 | 2024 |
| ------------------ | ---- | ---- |
| Número de pessoas: | 269  | 269  |
| Diferença:         |      | +0%  |